# Борда (Савона)
Борда је насеље у Италији у округу Савона, региону Лигурија.
Према процени из 2011. у насељу је живело 31 становника. Насеље се налази на надморској висини од 484 м.